# Херении
Херениите (gens Herennia) са плебейската фамилия в Древен Рим. Те са самнити от Кампания. Техните когномен са Балб (Balbus), Бас (Bassus), Церпин (Cerpinius), Понт (Pontius), Пицен (Picens) и Сикул (Siculus).
Представители на фамилията:
- Гай Херений, триумвир на Пиаченца
- Херений Бас, сенатор на Нола в Кампания 215 пр.н.е.
- Гай Херений, патрон на фамилията Марии (Марий)
- Марк Херений (консул 93 пр.н.е.), консул 93 пр.н.е.
- Гай Херений (трибун 80 пр.н.е.), народен трибун 80 пр.н.е.
- Тит Херений, банкер на Лептис Магна, претор на Сицилия 73 – 71 пр.н.е.
- Гай Херений, римски писател, Rhetoricorum ad C. Herennium Libri IV
- Марк Херений, декурион на град Помпей 63 пр.н.е., авгур
- Гай Херений (трибун 60 пр.н.е.), народен трибун 60 пр.н.е.
- Марк Херений Пицен, суфектконсул 34 пр.н.е.
- Херений Капитон, римски управител, прокуратор на Ямния в Палестина
- Херений Етруск, римски император (250 – 251)